# Eriosoma herioti
Eriosoma herioti är en insektsart. Eriosoma herioti ingår i släktet Eriosoma och familjen långrörsbladlöss. Inga underarter finns listade i Catalogue of Life.